# イタリアン大通り
イタリアン大通り (Boulevard des Italiens) は、フランス・パリ2区と9区の境に位置する大通りである。

## 場所とアクセス
パリの「グラン・ブールヴァール」の一画をなす。すなわち、西から東へマドレーヌ大通り、キャピュシーヌ大通り、イタリアン大通り、モンマルトル大通り、ポワッソニエール大通り、ボンヌ＝ヌーヴェル大通り、サン＝ドニ大通り、サン＝マルタン大通り、タンプル大通り、フィーユ・デュ・カルヴェール大通り、ボーマルシェ大通りと、パリ中心部を囲むようにつながっている。
最寄駅は、メトロのオペラ駅とリシュリュー＝ドゥルオ駅である。

## 名称の由来
1783年に建てられたイタリアン劇場（現在のオペラ＝コミック座）に由来する。

## 沿革

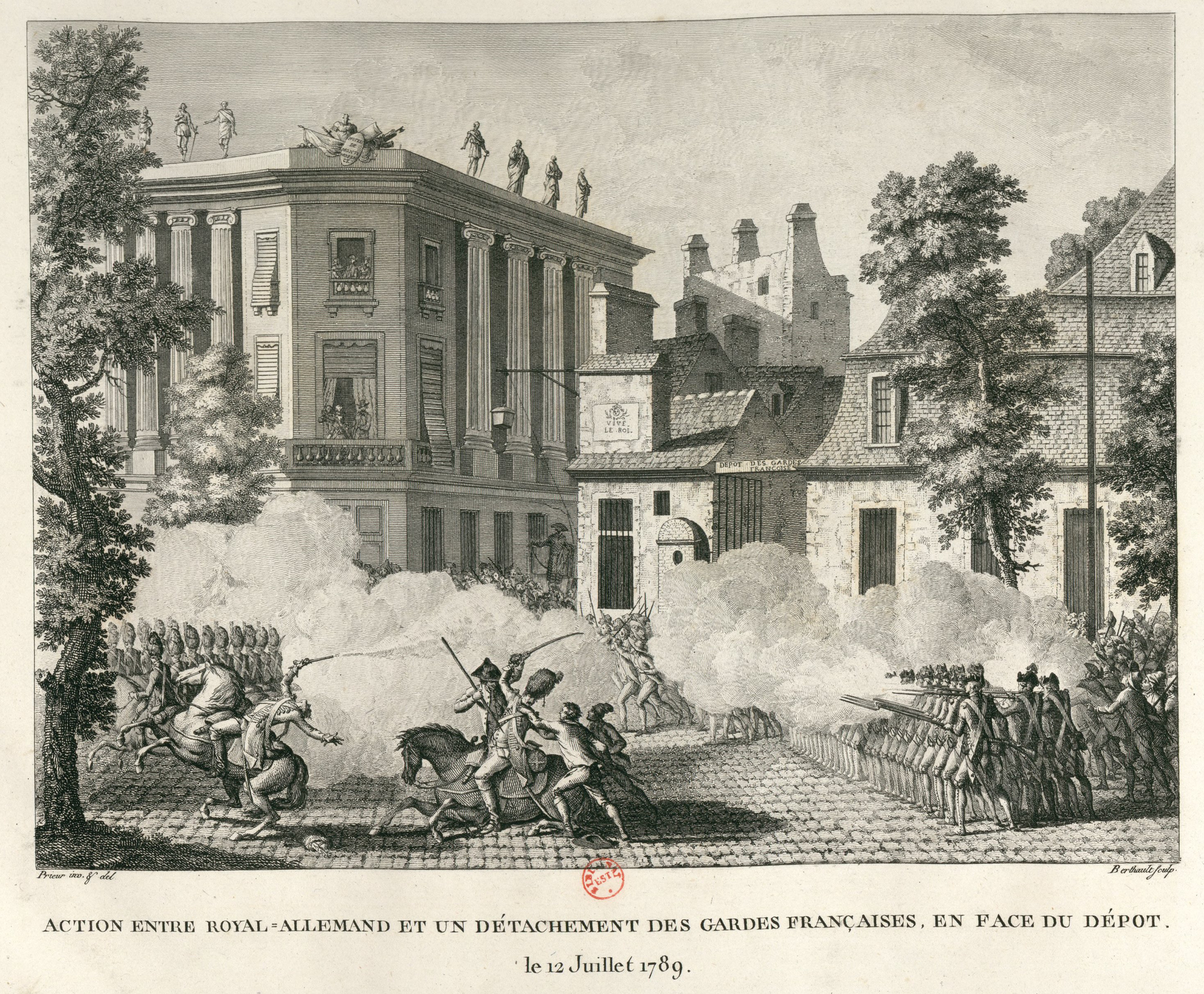
1789年に大通りで行われた戦闘。
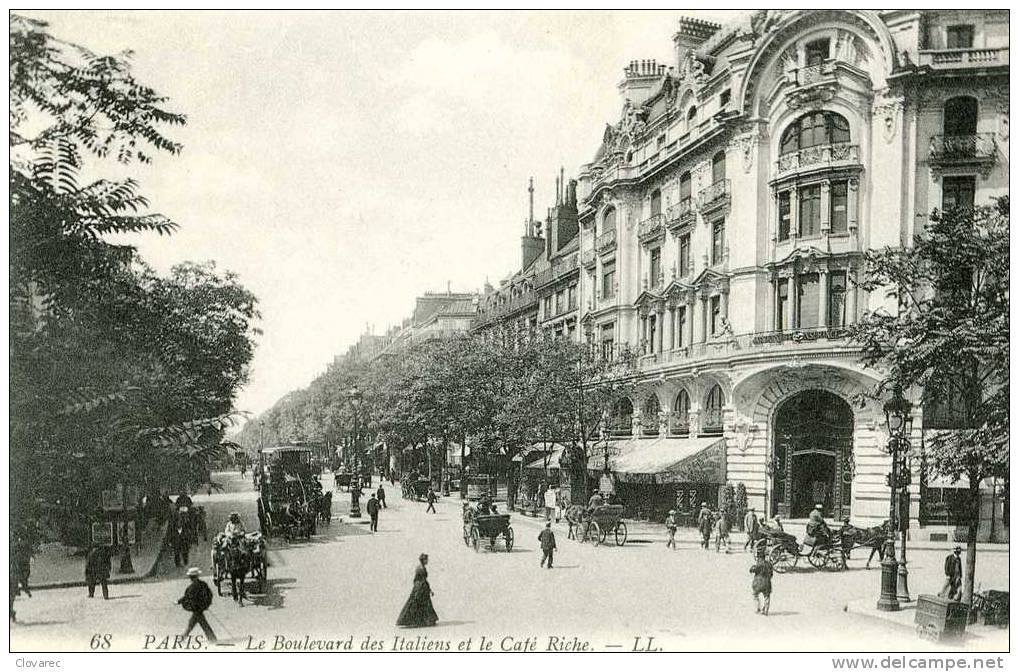
1890年頃のカフェ・リシュ。
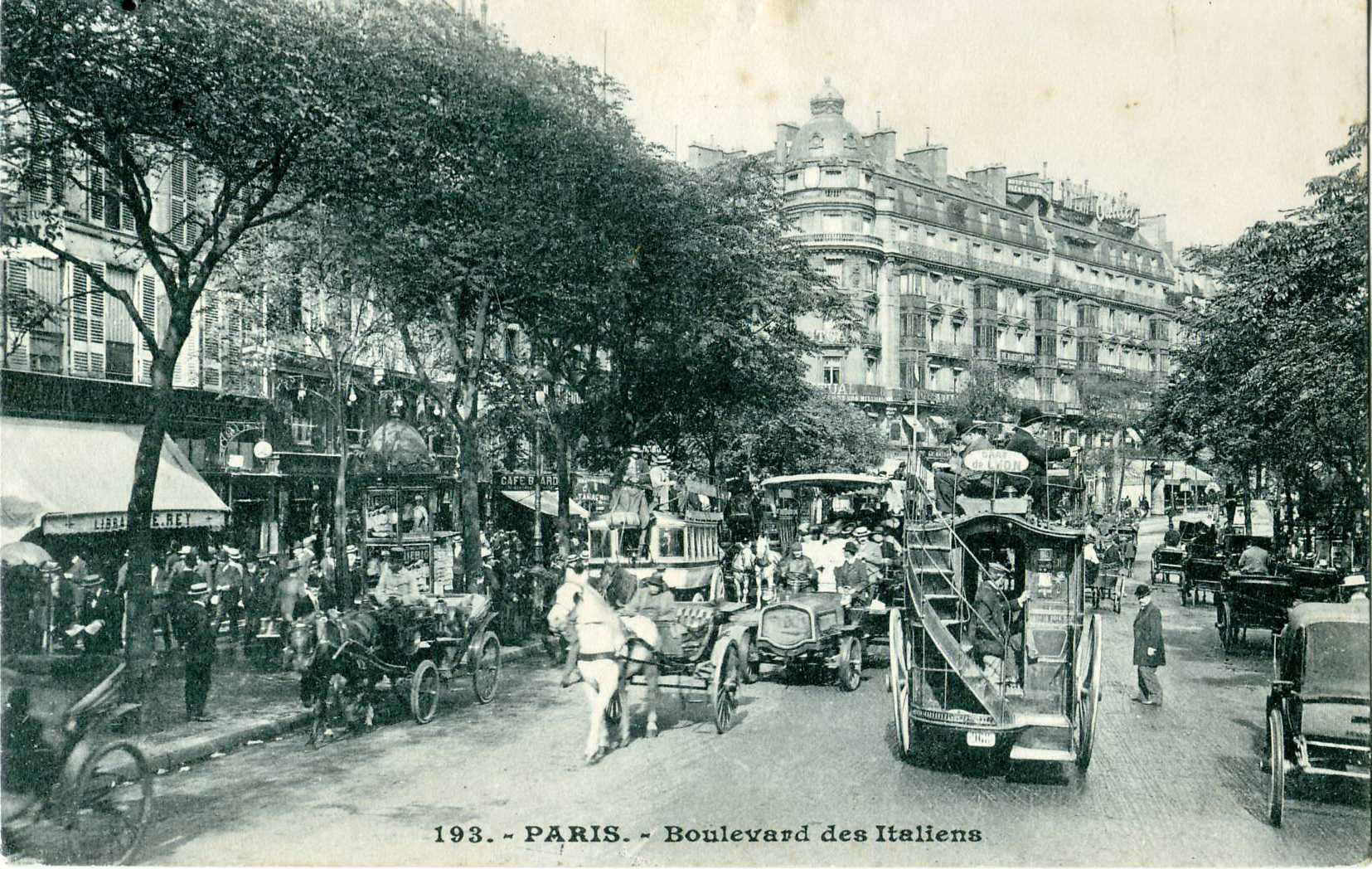
20世紀初頭のイタリアン大通りの混雑。
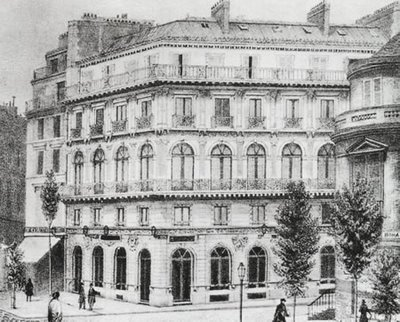
左側にメゾン・ドレとカフェ・トルトーニ、右側にカフェ・リシュ。

## 著名な建物
- ラフィット通り（フランス語版）との交差点からは、サクレ・クール寺院がノートルダム・ド・ロレット教会に隣り合うように見える。
- 5番地の2：1860年から、パサージュ・デ・プランスの路地がここから開通した。
- 6番地：ファッション写真家A.フェリックスのアトリエであった。
- 8番地：1859年以降、第二帝政期のファッション写真家ウジェーヌ・ディデリ (Eugène Disdéri) のアトリエであった。
- 13番地：マリヴォー通り（フランス語版）との角に、第二帝政期の有名なレストランカフェ・アングレ（フランス語版）（1802年-1913年）があった。その後アール・ヌーヴォーの建物に建て替えられた。
- 15番地：シネマ・マリヴォーが1919年に開館した。その後経営主体が代わった末、レストランとなった。
- 16番地：BNPパリバの本店。アール・デコ・スタイルで、1926年から1933年にかけて建築された。元はカフェ・リシュ（フランス語版）があった場所である。
- 19番地：クレディ・リヨネ (Credit Lyonnais) の本店。ガス照明の最初のテストが行われた。
- 20番地：メゾン・ドレ（フランス語版）があった。
- 22番地：カフェ・トルトーニ（フランス語版）があった。
- 25番地：写真家フェルディナン・ムニエ (Ferdinand Mulnier) の住居であった。
- 26番地：Café de Badeがあった。
- 27番地：音楽出版社エノック（フランス語版）の本社があった。
- 29番地：公衆浴場バン・シノワ（フランス語版）があった。
- 31番地：蓄音機・映画のパテ (映画会社) (Pathé Salon, Pathé Frères Salon) 跡地にあたる。
- 36番地：1929年、建築家ミッシェル・ルー＝スピッツが建物を建てた。
- 38番地：イタリアン大通りの西端。折れ曲がるとショセ＝ダンタン通りである。

## ギャラリー

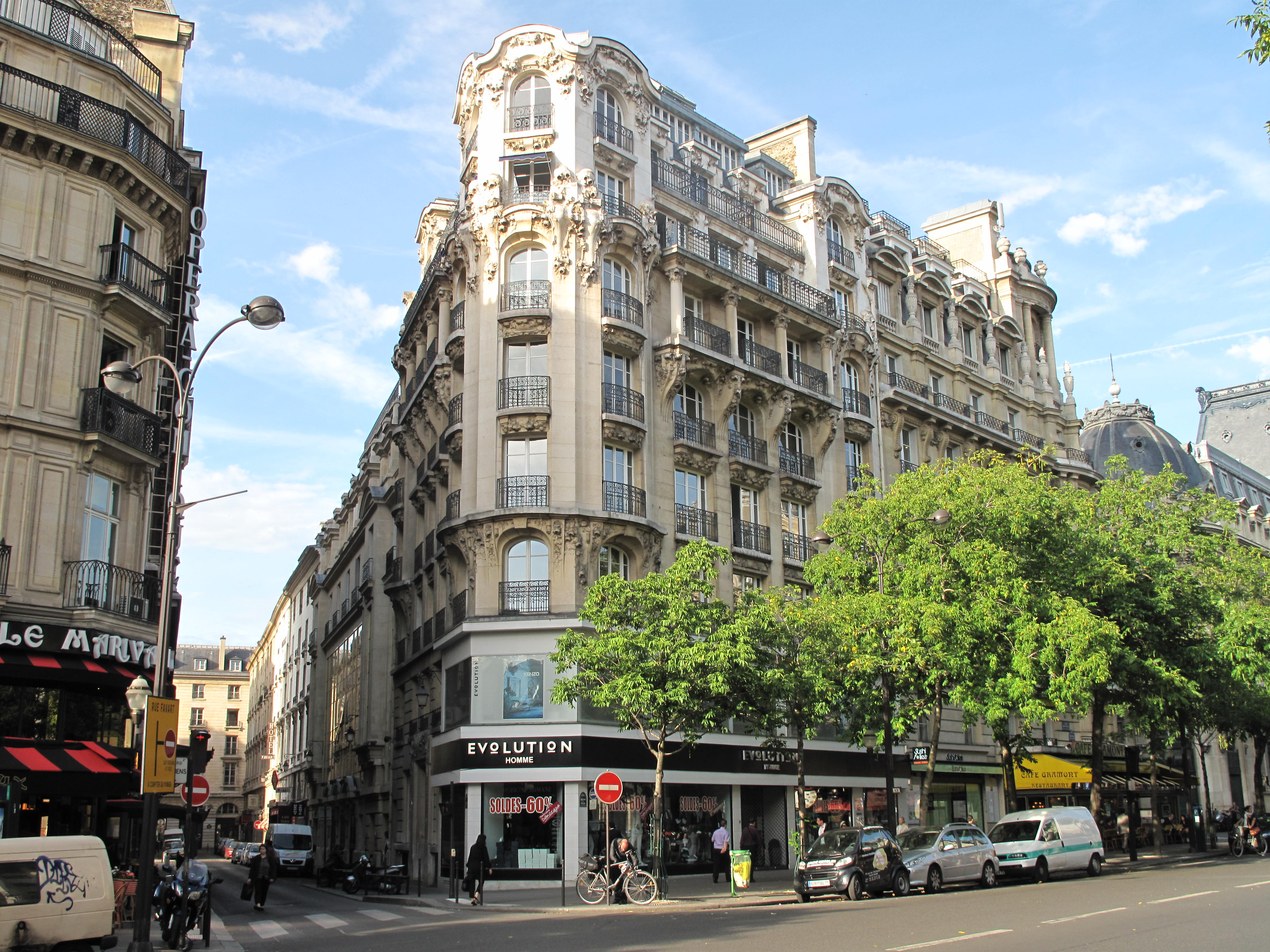
カフェ・アングレの跡地。
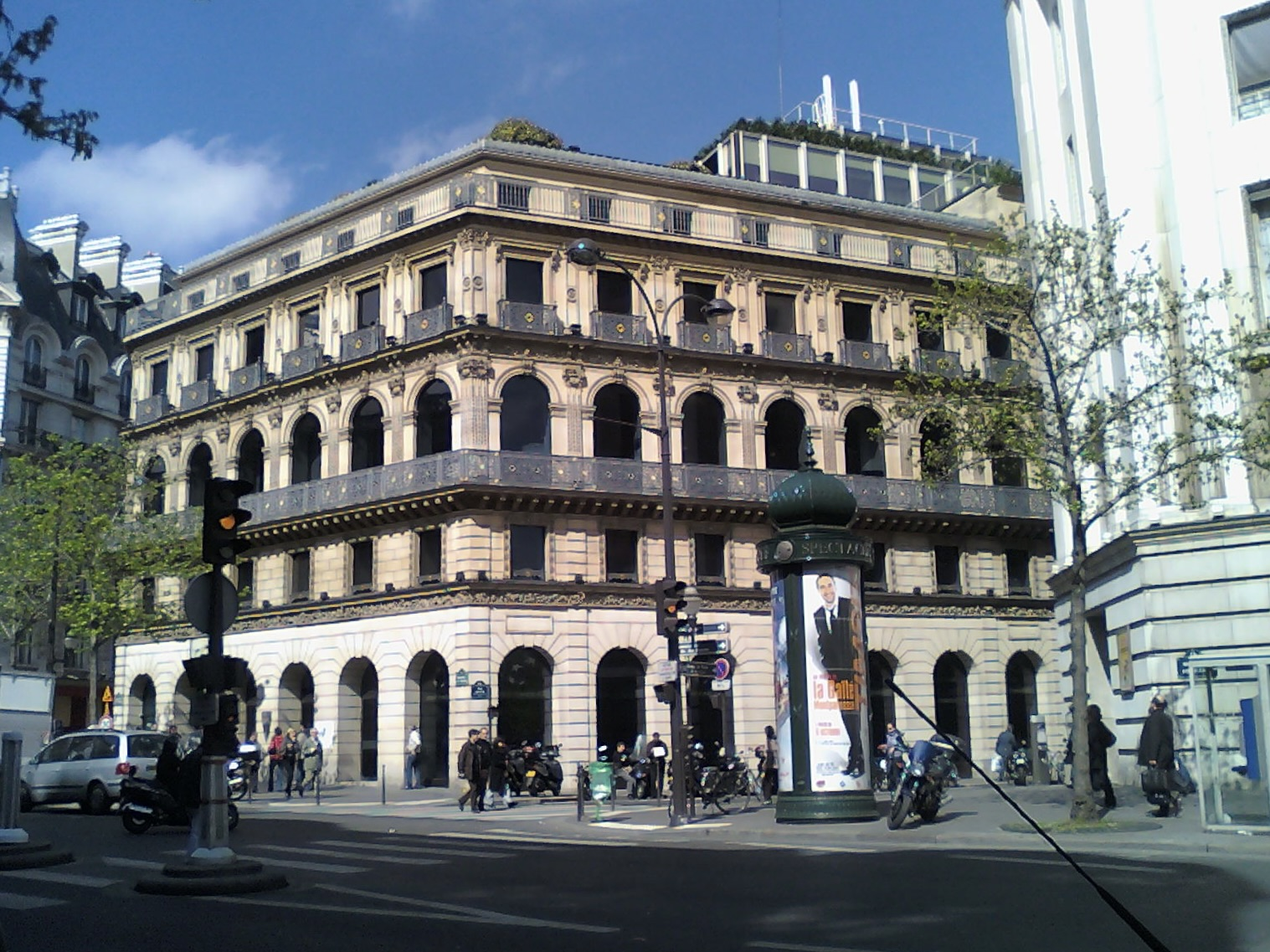
BNPパリバ本店とメゾン・ドレのファサード。
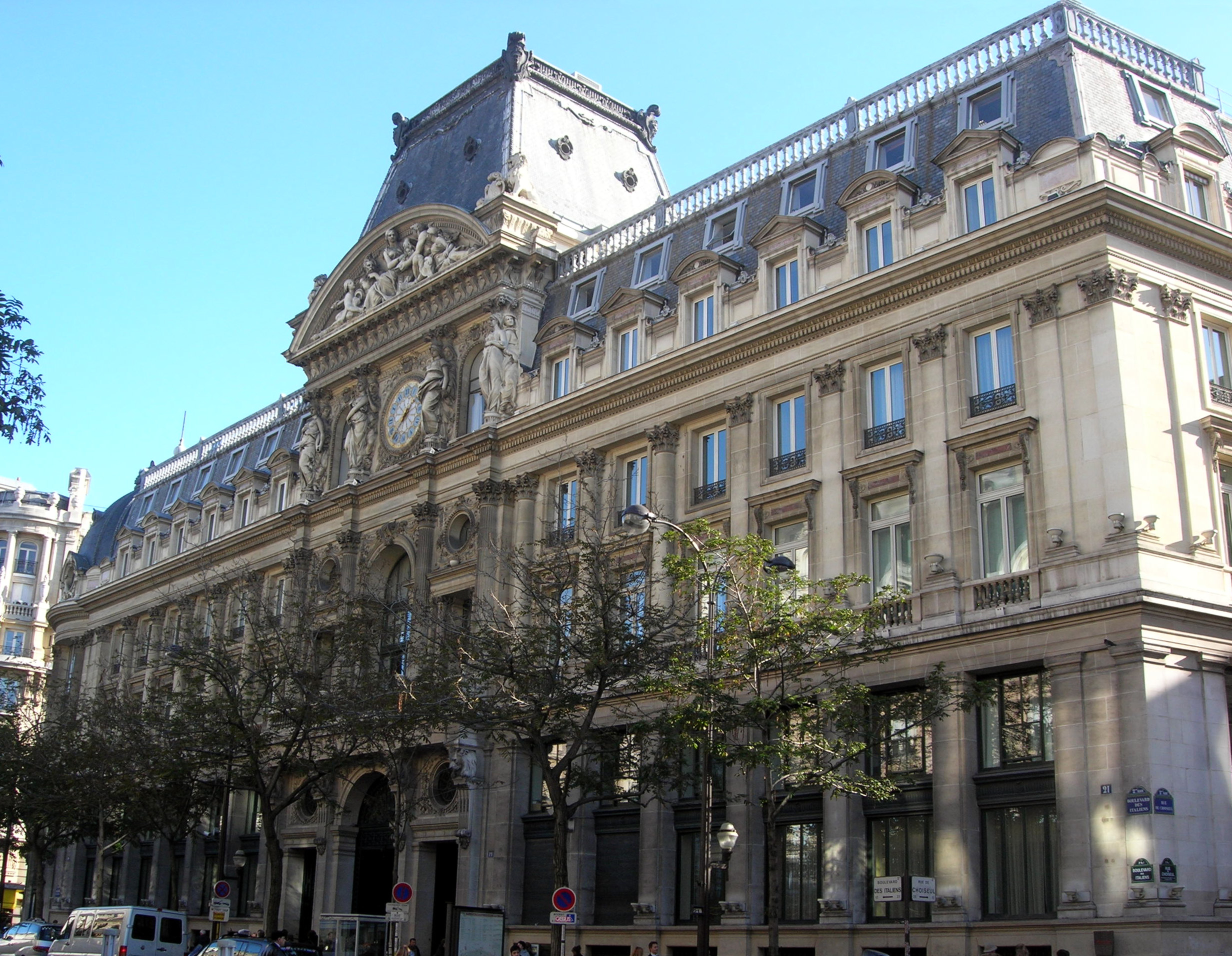
クレディ・リヨネ本店。
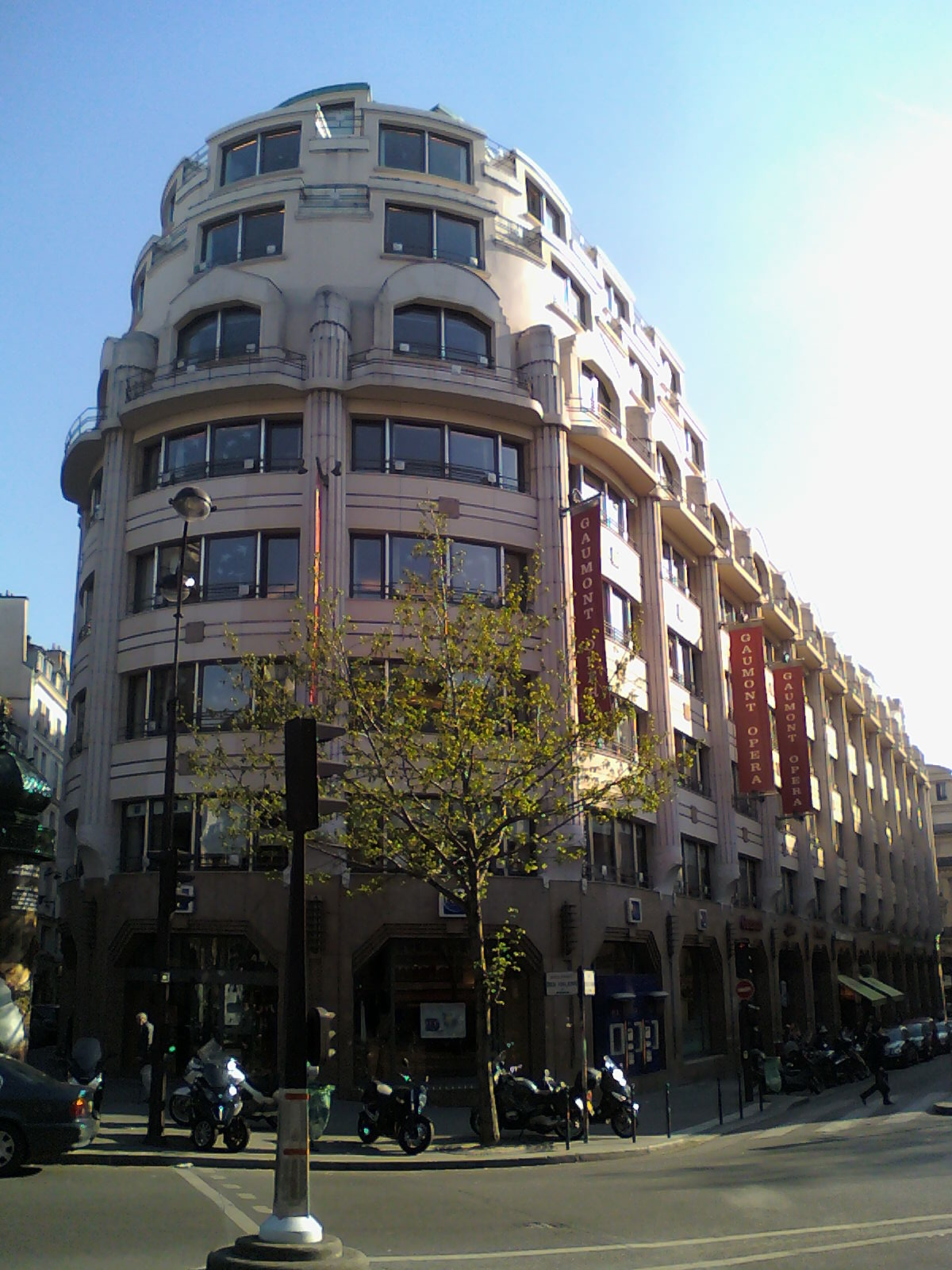
パレ・ベルリッツ。